# Кохед, Лукас
Лукас Карл Фредрик Кохед (швед. Lucas Carl-Fredrik Kåhed; род. 26 июля 2002, Сеффле, Вермланд) — шведский футболист, полузащитник «Гётеборга».

## Клубная карьера
Является воспитанником «Сеффле» из своего родного города. Выступал за вторую и третью команды клуба в низших шведских лигах. В 2018 году дебютировал за первую команду «Сеффле» в третьем дивизионе, проведя в общей сложности 10 матчей. В июле того же года присоединился к молодёжной команде «Гётеборга». В августе 2020 года впервые попал в заявку на официальный матч основной команды в Алльсвенскане против «Кальмара», но на поле не появился. В октябре 2021 года заключил с клубом первый профессиональный контракт. Через год продлил соглашение ещё на один год. 11 июня 2023 года дебютировал в чемпионате Швеции в матче с «Сириусом», заменив в компенсированное ко второму тайму время Эмана Марковича.

## Карьера в сборной
В 2017—2018 годах выступал за юношескую сборную Швеции, проведя в её составе 11 матчей.

## Клубная статистика
| Выступление      | Выступление      | Выступление      | Лига | Лига | Кубки | Кубки | Конт. кубки | Конт. кубки | Итого | Итого |
| Клуб             | Лига             | Сезон            | Игры | Голы | Игры  | Голы  | Игры        | Голы        | Игры  | Голы  |
| ---------------- | ---------------- | ---------------- | ---- | ---- | ----- | ----- | ----------- | ----------- | ----- | ----- |
| Сеффле           | Дивизион 3       | 2018             | 10   | 0    | 0     | 0     | 0           | 0           | 10    | 0     |
| Сеффле           | Итого            | Итого            | 10   | 0    | 0     | 0     | 0           | 0           | 10    | 0     |
| Гётеборг         | Алльсвенскан     | 2023             | 1    | 0    | 0     | 0     | 0           | 0           | 1     | 0     |
| Гётеборг         | Итого            | Итого            | 1    | 0    | 0     | 0     | 0           | 0           | 1     | 0     |
| Всего за карьеру | Всего за карьеру | Всего за карьеру | 1    | 0    | 0     | 0     | 0           | 0           | 1     | 0     |